# Anschlag bei Kirjat Mal’achi 2024

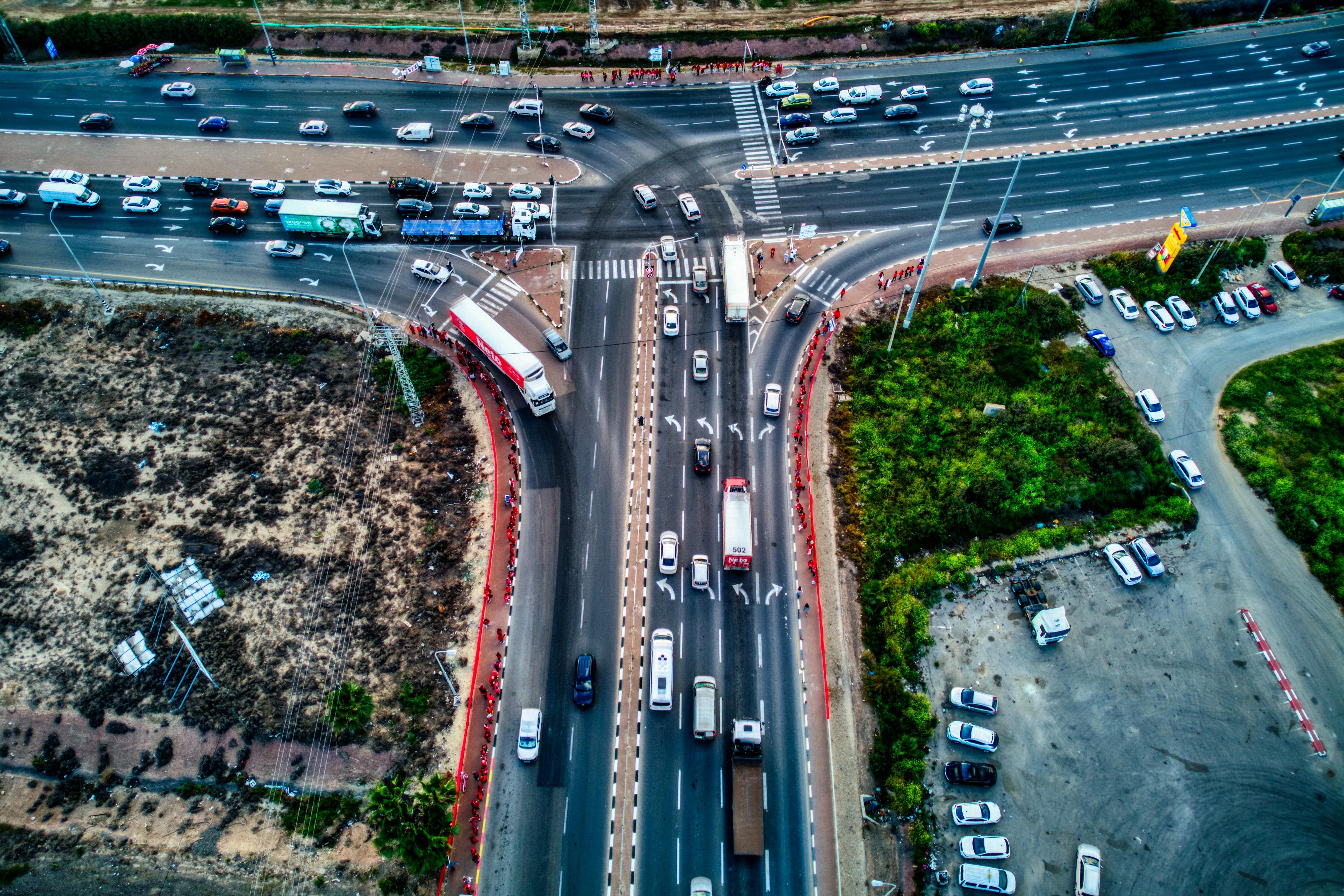
Kreuzung Reʾem, gesäumt von rot gekleideten Demonstranten gegen die Justizreformen, März 2023

Der Anschlag bei Kirjat Malʾachi ereignete sich am 16. Februar 2024 kurz nach 12:30 Uhr Ortszeit an der Kreuzung Zomet Reʾem, 1,6 km südlich des Moschav Bnei Reʾem sowie 4,6 km nördlich der Stadt Qirjat Malʾachi im Gebiet des Regionalverbands Joʾav im Südbezirk Israels, an der Einmündung der Fernstraße Kvisch  in den Kvisch  und wird von israelischen Behörden als Terroranschlag eingestuft. Ein Palästinenser erschoss an einer Bushaltestelle zwei Israelis und verletzte vier weitere zum Teil schwer, ehe er selbst erschossen wurde.

## Ablauf
Der Angreifer lenkte ein Fahrzeug an der Bushaltestelle vorbei, wendete, fuhr zur Haltestelle zurück und eröffnete mit einer Pistole das Feuer auf die dort befindlichen Personen. Dabei wurden sechs Israelis zum Teil lebensgefährlich verletzt, darunter eine 65-jährige Frau und ein 16-jähriger Jugendlicher. Der Angreifer selbst wurde kurze Zeit später von einem zufällig anwesenden IDF-Reservisten angeschossen und tödlich verletzt. Er wurde vom Inlandsgeheimdienst Schin Bet als 37-jähriger Palästinenser aus dem Flüchtlingslager Schuʿfat in Ostjerusalem identifiziert, welcher über einen Wohnsitz in Israel verfügte. Der Rettungsdienst Magen David Adom teilte mit, dass vor Ort sechs Menschen behandelt wurden, welche später in das Assuta-Hospital nach Aschdod und das Kaplan Medical Center nach Rechovot verlegt worden seien. Ein 23-jähriger Jeschiva-Student aus Modiʿin Illit und ein 27-jähriger IDF-Reservist der Jerusalem-Brigade aus Modiʿin, ein Cousin der Sängerin Noʿa Qirel, wurden im Krankenhaus für tot erklärt.

## Reaktion
Der israelische Polizeichef Jaʿaqov Schabtai und der nationale Sicherheitsminister Itamar Ben-Gvir reisten nach dem Angriff zum Tatort, wo Schabtai mitteilte, dass die Polizei im ganzen Land ihre Alarmstufe erhöht habe. Der Sprecher des Islamischen Dschihad in Palästina, Muhammad Hajj Musa, begrüßte den Angriff als „Reaktion“ auf den Krieg in Gaza. Die Fatah-Bewegung veröffentlichte eine Erklärung, in der sie den Terroranschlag als „heroische Operation in den besetzten Gebieten“ bezeichnete. Der Präsident der Palästinensischen Autonomiebehörde, Mahmud Abbas, der auch die Fatah-Bewegung anführt, verurteilte die Erklärung mit der Begründung, sie sei von einer „unverantwortlichen Person“ abgegeben worden.
Der US-Botschafter in Israel, Jack Lew, verurteilte den palästinensischen Terroranschlag ebenso wie der israelische Ministerpräsident Benjamin Netanjahu.
Nach dem Angriff leiteten die IDF Razzien im Flüchtlingslager Schuʿfat ein und nahmen die Frau des getöteten Angreifers fest, zudem ordnete der Polizeichef von Jerusalem, Doron Turgeman, die Zerstörung des Hauses an, in welchem der Angreifer mit seiner Frau lebte.